# Rhyncholagena pestai
Rhyncholagena pestai är en kräftdjursart som först beskrevs av Albert Monard 1935.  Rhyncholagena pestai ingår i släktet Rhyncholagena och familjen Diosaccidae. Inga underarter finns listade i Catalogue of Life.